# Fritz Suppan
Fritz Suppan (* 25. Juni 1930 in Thunau am Kamp, Niederösterreich, Österreich) war ein in Deutschland aktiver, österreichischer Schauspieler bei Bühne und Fernsehen.

## Leben und Wirken
Der gebürtige Niederösterreicher erhielt zu Beginn der 1950er Jahre Schauspielunterricht bei Dorothea Neff in Wien und gab dort auch seinen Bühneneinstand. Ab Herbst 1955 sah man ihn am Düsseldorfer Schauspielhaus, wo er unter anderem den Morland in Bruckners Elisabeth von England, der junge Mann in Giraudouxs Tessa und den Kemper in Wilders Die Heiratsvermittlerin verkörperte.
Anschließend ging Fritz Suppan nach Salzburg, dann für mehrere Jahre ans Landestheater Hannover und schließlich nach Hamburg. Ab 1964 konnte man dem optisch eher unauffälligen Suppan bis zu Beginn der 1970er Jahre in einer Fülle von Fernsehproduktionen sehen, die ihm allerdings keine großen Herausforderungen boten. 1968/69 hatte Fritz Suppan eine durchgehende Rolle in der Serie Drei Frauen im Haus. Seit Beginn der 1970er Jahre verliert sich seine Spur.

## Filmografie
- 1964: Haben
- 1964: Hafenpolizei (eine Folge)
- 1965: Ticks für sechs
- 1965: Der Fall Kapitän Behrens – Fremdenlegionäre an Bord
- 1966: Betriebsfest
- 1966: Intercontinental Express (TV-Serie, 2 Folgen)
- 1966: S.O.S. Morro Castle
- 1967: Dreizehn Briefe
- 1968: Cliff Dexter (TV-Serie, eine Folge)
- 1968: Beaumarchais
- 1968–69: Drei Frauen im Haus (TV-Serie)
- 1969: Percy Stuart (TV-Serie, eine Folge)
- 1970: Opfer
- 1970: Auftrag: Mord!
- 1971: Tournee (TV-Serie, eine Folge)